# Motown Recording Studios (Detroit)
Motown Recording Studios (oder „Hitsville Recording-Studios“) war der nichtoffizielle Name der Tonstudios des Motown-Konzerns zwischen 1959 und 1973 mit Sitz in Detroit. Da sie organisatorischer Bestandteil des Motown-Konzerns waren und keine eigenständige Firma bildeten, gab es hierfür keinen offiziellen Firmennamen.

## Entstehungsgeschichte
Berry Gordy jr. gründete am 12. Januar 1959 das Independent-Label Tamla Records, für das er zunächst Künstler suchte. Er fand insbesondere Marv Johnson und Barrett Strong. Die Musikaufnahmen mit diesen und weiteren Künstlern mussten in vier fremden Tonstudios in Detroit, nämlich außer dem United Sound Studio auch Special Recordings, B-B Productions und Ecolic Recorders aufgenommen werden, bevor er seine konzerneigenen Studios errichtete. Im United Sound entstanden auch Got a Job (März 1958) und Bad Girl (Juli 1959) von den Miracles. Die erste Single von Tamla Records war von Marv Johnson Come to Me / Whisper, die im Januar 1959 in 7 Takes bei United Sound entstand und am 21. Februar 1959 veröffentlicht wurde (Tamla #101). Hiermit erreichte Johnson den sechsten Rang der R&B-Charts. 
Am 2. August 1959 erwarb Gordy für 10.500 Dollar in Detroit ein Einfamilienhaus (2648 West Grand Blvd), das er „Hitsville“ nannte. Hierin richtete er im selben Monat Tonstudios mit gebrauchtem Equipment des dem Radio-Disc-Jockey Bristoe Bryant (WJLB) gehörenden Tonstudio B-B Productions ein. Aufnahmegerät war ein Ampex-Zweispurgerät, Mischpult eine Western Electric, mit der der Falcons-Hit You’re so Fine (Januar 1959) mitgeschnitten wurde. In der ehemaligen Garage entstand das Tonstudio, die Tontechnik wurde im Keller installiert. Finanzieren konnte Gordy diese Investitionen aus den Tantiemen des Marv-Johnson-Hits Come to Me. Im August 1959 entstand dort die erste Aufnahme für die Miracles mit Way Over There / Depend on Me, allerdings lediglich ein erstes Take ohne Geigen. Die finale Abmischung fand bei United Sound im Dezember 1959 statt (veröffentlicht am 4. April 1960). Der Titel war der erste von Motown selbst vertriebene Song und verkaufte 60.000 Exemplare. Erst nach etwa zwei Monaten war das Studio für brauchbare Tonaufnahmen eingerichtet. Dennoch gab es nach wie vor im Studio technische Probleme, so dass man Mary Wells wieder bei United Sound aufnahm. Dort benötigte Produzent Robert Bateman sogar 22 Takes, veröffentlicht im September 1960 (Bye Bye Baby; Rang 8 der R&B-Charts). 
Die erste Aufnahme ohne die Hilfe anderer Tonstudios in „Hitsville“ war Money (That’s What I Want) mit Sänger Barrett Strong. Die Besetzung bestand aus dem späteren Kern der Funk Brothers Joe Hunter (Piano) und Benny Benjamin (Schlagzeug) mit einem Tomtom-Beat sowie Brian Holland (Tambourin und Toningenieur) und einem Gitarristen namens Eugene E. Grew. Erstmals veröffentlicht im August 1959 bei Tamla Records, dann nochmals am 10. Dezember 1959 bei Anna Records erreichte der Song Rang 2 der Rhythm-and-Blues-Hitparade und Platz 23 der Pop-Charts. 
Eddie Holland, später ein Teil des erfolgreichen Autorenteams Holland–Dozier–Holland, nahm hier zwischen Januar 1962 und September 1964 22 Titel als Interpret auf. Die großen Hits des Motown-Konzerns entstanden von nun an in konzerneigenen Tonstudios. Das Detroit Symphony Orchestra wurde mit seiner Geigensektion erstmals bei Jamie (abgemischt am 25. Januar 1962) von Eddie Holland eingesetzt und war später integraler Bestandteil des Motown-Sounds. In den engen Tonstudios waren die Funk Brothers und die Autoren/Produzenten wie Holland-Dozier-Holland, Barrett Strong / Norman Whitfield oder Nicholas Ashford / Valerie Simpson Dauergäste. Sie nannten die klaustrophobischen Studios „Snake pit“ (Schlangengrube).
In den Studios wurden von nun an Hits als Massenware produziert. Die Supremes hatten mit Where Did Our Love Go (8. April 1964) ihren ersten Nummer-eins-Hit, der die Grundformel ihres enormen Erfolgs enthielt. Komponiert und produziert von Holland-Dozier-Holland, lebt der Sound von Gegenstimmen-Harmonien, der instrumentalen Besetzung durch die Funk Brothers, wobei die Rimshot-Technik des Schlagzeugers fast ganz ohne die sonst üblichen Trommelwirbel auskommt. Als Bassgitarrist fungierte Antonio „Tony“ Newton, das Baritonsaxophon des Instrumentalteils wurde von Andrew „Mike“ Terry gespielt. Dieses Konzept einer zyklischen Songstruktur wurde auch bei den nächsten Millionensellern wie Baby Love (13. August 1964), Come See About Me (29. Oktober 1964), Stop! In the Name of Love (11. Januar 1965) oder Back in My Arms Again (24. Februar 1965) konsequent eingesetzt. Ähnlich produzierte man auch die Four Tops bei ihren Millionensellern wie I Can't Help Myself (9. April 1965) oder Reach Out I’ll Be There (27. Juli 1966). Markant war auch Stevie Wonders Hit Uptight (15. Oktober 1965), eine gut instrumentierte Aufnahme mit einer überzeugenden Bläsersektion, Geigenparts und gewitterähnlichen Trommelwirbeln von Benny Benjamin.
Auch als 1968 die Motown Corporation in das 10-stöckige Bürogebäude „Donovan Building“ in Detroit (2457 Woodward Avenue) umzog, wurden die Tonstudios weiter für Musikaufnahmen genutzt. Im neuen Donovan Building stellten sich die Jackson Five am 23. Juli 1968 erstmals vor.

## Studio A und Studio B
Das praktisch voll ausgelastete Studio A war lediglich zwischen 8 und 10 Uhr morgens wegen Reinigungsarbeiten geschlossen. Motown Records war 1965 längst zum Massenhersteller von Tonträgern avanciert, so dass eine optimale Auslastung der Studiokapazitäten im Rahmen einer 7-Tage-Woche mit 22 Stunden täglicher Bereitschaft gewährleistet war. Eine Echokammer mit deutscher Technologie wurde hier installiert. Wegen der Enge waren Overdubs notwendig, sie erforderte auch eine besondere Platzierung der Mikrofone. Anfangs war das Tambourin zu laut, weil es zusammen mit dem Schlagzeug aufgenommen wurde. Man adaptierte den Wall of Sound, indem zwei Bassgitarren oder Schlagzeuge eingesetzt wurden. Die zweiten Instrumente sollten die rhythmischen Lücken füllen, die die primären Instrumente hinterließen. Stereotyp wurde bei Tonaufnahmen immer dieselbe Reihenfolge eingehalten. Zuerst entstand die Rhythmusspur, dann der Gesang, weitere Perkussion (Congas, Bongos oder Tambourine), dann Bläser- und Geigensektion. Die intensive Nutzung von Studio A wirkte sich auch auf die Einkünfte der Studiomusiker aus. Von Bassist James Jamerson wird berichtet, dass er durch seine 7-Tage-Woche rund 100.000 $ jährlich verdiente. Bis April 1964 wurde die Dreispurtechnik verwendet, danach kam Achtspurtechnik zum Einsatz.
Studio B kam hinzu, als Motown im September 1966 für eine Million $ den lokalen Plattenkonkurrenten Golden World Records erwarb, zu dem auch die im Januar 1961 errichteten Golden World Studios (3246 West Davison Street) gehörten. Chefingenieur hier war Mike McLean, der 1964 ein Vierspur-Stereogerät für 760 Meter Bandlänge entwickelt hatte. Mit der Übernahme im Jahre 1966 kam als Toningenieur auch Russ Terrana zu Motown. Terrana begann bei Motown mit You Can’t Hurry Love für die Supremes (5. Juli 1966) und war an der Produktion von 89 Nummer-eins-Hits von Motown beteiligt. Das größere Studio B wurde fortan für die orchestralen Overdubs (Bläser- und Geigensektionen) genutzt, Studio A weiterhin für die Rhythmusspuren. Die Musikproduzenten Norman Whitfield / Barrett Strong setzten für die Temptations zunehmend orchestrale und komplexere Instrumentationen ein und konnten so das geräumige Studio B voll nutzen. Ball of Confusion (14. April 1970) war ein Beispiel auch für die textliche Abkehr von simplen Liebesproblemen hin zu sozialkritischen Themen. Für Marvin Gayes trendsetzende LP What’s Going On (aufgenommen zwischen dem 1. Juni 1970 und März bis Mai 1971) entstanden die Rhythmus-Spur und andere Teile in Studio A, während die Nachhalleffekte bei United Sound produziert wurden; neben Studio B kam noch die Sound Factory in Los Angeles zum Einsatz. Die LP war eine radikale Abwendung vom Standard-Motown Sound und verwandelte den „snakepit“ in ein progressives, jazzbeeinflusstes Studio.

## Umzug
Als der Motown-Konzern im Juni 1972 vollständig von Detroit nach Los Angeles umzog, wurden die Aufnahmen im „snakepit“ eingestellt und das gesamte Gebäude in ein öffentliches Museum verwandelt. In Los Angeles wurden die Tonstudios nicht im neuen Verwaltungsgebäude (5750 Wilshire Blvd.), sondern als Mowest-Studios in der Melrose Avenue errichtet. Erste Aufnahmen hier fanden für Bobby Darins erste LP für Motown (LP Bobby Darin) im August 1972 statt. Der Umzug bedeutete nicht nur eine örtliche Zäsur, sondern auch eine personelle. Alle Funk Brothers standen in Los Angeles nicht mehr zur Verfügung. Motown heuerte stattdessen Studiomusiker der in Los Angeles beheimateten The Wrecking Crew an. Der klassische – wenngleich keineswegs homogene – Motown-Sound war damit endgültig Geschichte geworden.